# Keisuke Goto
Keisuke Goto (japanisch 後藤 啓介 Goto Keisuke; * 3. Juni 2005 in der Präfektur Shizuoka) ist ein japanischer Fußballspieler.

## Karriere
Keisuke Goto erlernte das Fußballspielen in der Jugendmannschaft von Júbilo Iwata. Hier unterschrieb er am 1. Februar 2023 auch seinen ersten Vertrag. Der Verein aus Iwata, einer Stadt in der Präfektur Shizuoka, spielte in der zweiten japanischen Liga. Sein Zweitligadebüt gab Keisuke Goto am 18. Februar 2023 (1. Spieltag) im Heimspiel gegen Fagiano Okayama. Bei der 2:3-Heimniederlage wurde er in der 64. Minute für Ken’yū Sugimoto eingewechselt. In seinem ersten Spiel schoss er auch sein erstes Tor. In der 89. Minute erzielte er mit einem Rechtsschuss den Treffer zum 1:3. In seiner ersten Saison bestritt er 33 Ligaspiele. Am Ende der Saison 2023 feierte er mit dem Verein die Vizemeisterschaft und den Aufstieg in die erste Liga.

## Erfolge
Júbilo Iwata
- Japanischer Zweitligavizemeister: 2023